# Saison 2019 de la Super League
Navigation
Édition précédente Édition suivante
La Saison 2019 de la Super League (connu pour des raisons de partenariats comme la Betfred Super League XXIV) est la vingt-quatrième saison de cette compétition depuis que celle-ci a été créée en 1996. Douze équipes joueront 23 journées de championnat (phase régulière), les cinq meilleures d'entre elles seront qualifiées pour la phase finale composée de quatre tours, à savoir le premier tour, le second tour, les demi-finales et la grande finale pour pouvoir gagner le trophée de la Super League. le dernier est relégué en Championship. La finale a lieu à Old Trafford à Manchester.

## Équipes
La Super League 2019 tente une nouvelle formule comparée aux quatre saisons précédentes qui avait vu la mise en place d'un système de relégation et de promotion avec la Championship. Cette saison, seul le dernier est relégué en Championship à l'issue de la saison régulière.
Dix des équipes sont dans le Nord de l'Angleterre, une sur Londres avec les London Broncos et une est située en France avec les Dragons Catalans à Perpignan.
| Club                       | Classement en 2018         | Entraîneur(s)           | Stade                      | Capacité |
| -------------------------- | -------------------------- | ----------------------- | -------------------------- | -------- |
| Castleford Tigers          | Demi-finaliste (Super 8's) | Daryl Powell            | The Mend-O-Hose Jungle     | 11 750   |
| Dragons Catalans           | 7e (Super 8's)             | Steve McNamara          | Stade Gilbert-Brutus       | 14 000   |
| Huddersfield Giants        | 6e (Super 8's)             | Simon Woolford          | John Smith's Stadium       | 24 544   |
| Hull KR                    | 10e (Qualifiers)           | Tim Sheens → Tony Smith | New Craven Park            | 12 225   |
| Hull FC                    | 8e(Super 8's)              | Lee Radford             | KCOM Stadium               | 25 404   |
| Leeds Rhinos               | 9e (Qualifiers)            | David Furner            | Headingley Rugby Stadium   | 22 250   |
| London Broncos             | 2e (Championship)          | Danny Ward              | Trailfinders Sports Ground | 3 020    |
| Salford Red Devils         | 11e (Qualifiers)           | Ian Watson              | AJ Bell Stadium            | 12 000   |
| St Helens RLFC             | Demi-finaliste (Super 8's) | Justin Holbrook         | Totally Wicked Stadium     | 18 000   |
| Wakefield Trinity Wildcats | 5e (Super 8's)             | Chris Chester           | Beaumont Legal Stadium     | 11 000   |
| Warrington Wolves          | Finaliste (Super 8's)      | Steve Price             | Halliwell Jones Stadium    | 15 500   |
| Wigan Warriors             | Champion (Super 8's)       | Adrian Lam              | DW Stadium                 | 25 138   |

## Résultats

### Classement
| Rang | Franchise           | J  | V  | N | D  | Pm  | Pe  | Diff | Pts |
| ---- | ------------------- | -- | -- | - | -- | --- | --- | ---- | --- |
| 1    | St Helens RLFC      | 29 | 26 | 0 | 3  | 916 | 395 | +521 | 52  |
| 2    | Wigan Warriors      | 29 | 18 | 0 | 11 | 699 | 539 | +160 | 36  |
| 3    | Salford Red Devils  | 29 | 17 | 0 | 12 | 783 | 597 | +186 | 34  |
| 4    | Warrington Wolves   | 29 | 16 | 0 | 13 | 709 | 533 | +176 | 32  |
| 5    | Castleford Tigers   | 29 | 15 | 0 | 14 | 646 | 558 | +88  | 30  |
| 6    | Hull FC             | 29 | 15 | 0 | 14 | 645 | 768 | -123 | 30  |
| 7    | Dragons catalans    | 29 | 13 | 0 | 16 | 553 | 745 | -192 | 26  |
| 8    | Leeds Rhinos        | 29 | 12 | 0 | 17 | 650 | 644 | +6   | 24  |
| 9    | Wakefield Wildcats  | 29 | 11 | 0 | 18 | 608 | 723 | -115 | 22  |
| 10   | Huddersfield Giants | 29 | 11 | 0 | 18 | 571 | 776 | -205 | 22  |
| 11   | Hull KR             | 29 | 10 | 0 | 19 | 548 | 768 | -220 | 20  |
| 12   | London Broncos      | 29 | 10 | 0 | 19 | 505 | 787 | -282 | 20  |

|  | Champion de la saison régulière et qualifié pour la phase finale. |
|  | Qualifié pour la phase finale.                                    |
|  | Relégué en Championship.                                          |

Attribution des points : deux points sont attribués pour une victoire, un point pour un match nul, aucun point en cas de défaite.

### Phase finale
|  | Finales de qualification | Finales de qualification | Finales de qualification |  |   | Demi-finales | Demi-finales | Demi-finales |         |       | Finale préliminaire | Finale préliminaire | Finale préliminaire |         |   | La grande finale | La grande finale | La grande finale |
|  |                          |                          |                          |  |   |              |              |              |         |       |                     |                     |                     |         |   |                  |                  |                  |
|  |                          |                          |                          |  |   | 1            | St Helens    | 40           |         |       |                     |                     |                     |         |   |                  |                  |                  |
|  |                          |                          |                          |  |   | 2            | Wigan        | 10           |         |       |                     |                     |                     |         |   | 1                | St Helens        | 23               |
|  | 2                        | Wigan                    | 18                       |  |   |              |              |              | 2       | Wigan | 4                   |                     | 3                   | Salford | 6 |                  |                  |                  |
|  | 3                        | Salford                  | 12                       |  |   |              |              | 3            | Salford | 28    |                     |                     |                     |         |   |                  |                  |                  |
|  |                          |                          |                          |  |   | 3            | Salford      | 22           |         |       |                     |                     |                     |         |   |                  |                  |                  |
|  | 4                        | Warrington               | 12                       |  | 5 | Castleford   | 0            |              |         |       |                     |                     |                     |         |   |                  |                  |                  |
|  | 5                        | Castleford               | 14                       |  |   |              |              |              |         |       |                     |                     |                     |         |   |                  |                  |                  |

#### Finale
(mt : 12 - 6)
Homme du match :  Luke Thompson
Points marqués : 
- St Helens : 3 essais de Morgan Knowles (14e), Zeb Taia (23e) et Mark Percival (49e) ; 3 transformations de Lachlan Coote (14e, 23e et 49e) ; 2 pénalités de Lachlan Coote (61e et 70e); 1 drop de Thomas Makinson (77e).
- Salford : 1 essai de Jake Bibby (30e) ; 1 transformation de Krisnan Inu (30e).

Évolution du score : 6-0, 12-0, 12-6 (m.t.), 18-6, 20-6, 22-6, 23-6.
Arbitre : Chris Kendall 
Spectateurs : 64 102
Composition des équipes :
- St Helens : Lachlan Coote - Tommy Makinson, Kevin Naiqama, Mark Percival, Regan Grace - Jonny Lomax, Theo Fages - Alex Walmsley, James Roby (c), Luke Thompson, Zeb Taia, Dominique Peyroux, Morgan Knowles - Louie McCarthy-Scarsbrook, Kyle Amor, Jack Ashworth, Aaron Smith - Entraîneur : Justin Holbrook
- Salford : Niall Evalds - Ken Sio, Kris Welham, Jake Bibby, Krisnan Inu - Tuimoala Lolohea, Jackson Hastings - Lee Mossop (c), Logan Tomkins, Gil Dudson, Josh Jones, George Griffin, Tyrone McCarthy - Joey Lussick, Mark Flanagan, Adam Walker, Greg Burke - Entraîneur : Ian Watson

### Statistiques

#### Meilleur marqueur de points
| Rang | Joueur           | Club             | Poste         | Points | Essais | Goals | Drops |
| ---- | ---------------- | ---------------- | ------------- | ------ | ------ | ----- | ----- |
| 1    | Lachlan Coote    | St Helens        | Arrière       | 269    | 14     | 106   | 1     |
| 2    | Zak Hardaker     | Wigan            | Arrière       | 231    | 11     | 93    | 1     |
| 3    | Marc Sneyd       | Hull FC          | Arrière       | 223    | 2      | 104   | 7     |
| 4    | Krisnan Inu      | Salford          | Centre        | 215    | 7      | 93    | 1     |
| 5    | Kieron Dixon     | London Broncos   | Centre        | 190    | 10     | 75    | 0     |
| 6    | Sam Tomkins      | Dragons Catalans | Arrière       | 189    | 9      | 76    | 1     |
| 7    | Stefan Ratchford | Warrington       | Arrière       | 184    | 4      | 84    | 0     |
| 8    | Danny Brough     | Wakefield        | Demi de mêlée | 157    | 2      | 72    | 5     |
| 9    | Ryan Shaw        | Hull KR          | Ailier        | 142    | 4      | 63    | 0     |
| 10   | Peter Mata'utia  | Castleford       | Centre        | 121    | 3      | 54    | 1     |

#### Meilleur marqueur d'essais
| Rang | Joueur              | Club         | Poste            | Essais |
| ---- | ------------------- | ------------ | ---------------- | ------ |
| 1    | Thomas Makinson     | St Helens    | Ailier           | 23     |
| 2    | Niall Evalds        | Salford      | Ailier           | 22     |
| -    | Ash Handley         | Leeds        | Ailier           | 22     |
| 4    | Regan Grace         | St Helens    | Ailier           | 19     |
| 5    | Blake Austin        | Warrington   | Demi d'ouverture | 18     |
| -    | Kevin Naiqama       | St Helens    | Centre           | 18     |
| 7    | Josh Charnley       | Warrington   | Centre           | 17     |
| -    | Jonathan Lomax      | St Helens    | Demi d'ouverture | 17     |
| -    | Jermaine McGillvary | Huddersfield | Ailier           | 17     |
| 10   | Liam Marshall       | Wigan        | Ailier           | 16     |

## Récompenses

### Joueurs du mois
Il s'agit d'un titre honorifique mis en place par le journal Rugby League World.
| Mois      | Joueur                                          |
| --------- | ----------------------------------------------- |
| Février   | Paul McShane (Castleford Tigers) (1/1)          |
| Mars      | Daryl Clark (Warrington Wolves) (1/1)           |
| Avril     | Blake Austin (Warrington Wolves) (1/1)          |
| Mai       | Jermaine McGillvary (Huddersfield Giants) (1/1) |
| Juin      | Jordan Abdull (London Broncos) (1/1)            |
| Juillet   | Jonathan Lomax (St Helens RLFC) (1/1)           |
| Août      | Jackson Hastings (Salford Red Devils) (1/1)     |
| Septembre | Morgan Smithies (Wigan Warriors) (1/1)          |

### Trophées de fin de saison
Les trophées sont remis aux joueurs et aux clubs la semaine précédant la finale.
- Man of Steel : Jackson Hastings
- Entraîneur de l'année : Justin Holbrook
- Club de l'année : Warrington Wolves
- Jeune joueur de l'année : Matty Lees
- Meilleur plaqueur : Danny Houghton
- Meilleur marqueur d'essais : Tommy Makinson

### Dream Team
La sélection « Dream team » de cette saison 2019 .
|    | Joueur           | Equipe     | Apparition |
| -- | ---------------- | ---------- | ---------- |
| 1  | Lachlan Coote    | St Helens  | 1          |
| 2  | Thomas Makinson  | St Helens  | 3          |
| 3  | Kevin Naiqama    | St Helens  | 1          |
| 4  | Konrad Hurrell   | Leeds      | 1          |
| 5  | Ash Handley      | Leeds      | 1          |
| 6  | Blake Austin     | Warrington | 1          |
| 7  | Jackson Hastings | Salford    | 1          |
| 8  | Liam Watts       | Castleford | 1          |
| 9  | Daryl Clark      | Warrington | 2          |
| 10 | Luke Thompson    | St Helens  | 2          |
| 11 | Josh Jones       | Salford    | 1          |
| 12 | Liam Farrell     | Wigan      | 2          |
| 13 | Morgan Knowles   | St Helens  | 1          |

## Albert Goldthorpe Medal
| Points | Joueur           |
| ------ | ---------------- |
| 32     | Jonny Lomax      |
| 30     | Jackson Hastings |
| 25     | Lachlan Coote    |
| 24     | Daryl Clark      |
| 22     | Liam Watts       |

## Médias
En France, BeIn Sports dispose d'un contrat de trois ans pour diffuser, notamment, l'unique franchise française engagée en Super League : les Dragons Catalans. Deux matchs par journée sont retransmis par la chaîne qui diffuse également la National Rugby League. 
Si la presse généraliste française , selon son habitude, couvre peu l'évènement, Midi Olympique y consacre une page hebdomadaire dans sa rubrique « Treize Actualités ». Les quotidiens L'Indépendant et la Dépêche du Midi suivent également de près la compétition, leur « audience »  dépassant maintenant leurs régions d'origines, grâce à la présence de leurs titres dans l'offre presse des fournisseurs d'accès internet. 
L'évènement est largement couvert par les magazines et hebdomadaires britanniques de rugby à XIII (Rugby League World, Rugby Leaguer & League Express, League weekly.....), et par les médias généralistes comme The Guardian, et de manière plus épisodique par le Times.